# Marie Fredriksson

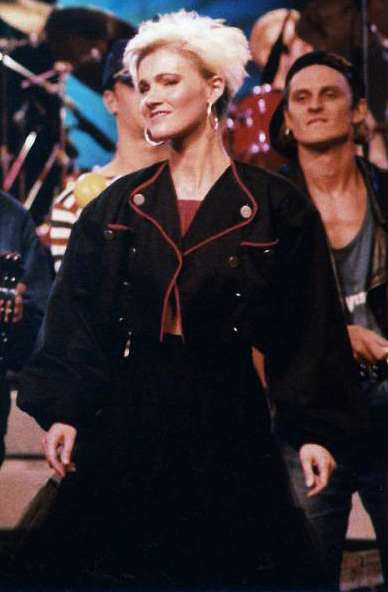
Marie Fredriksson under Rock runt riket-turnén i Sverige 1987.

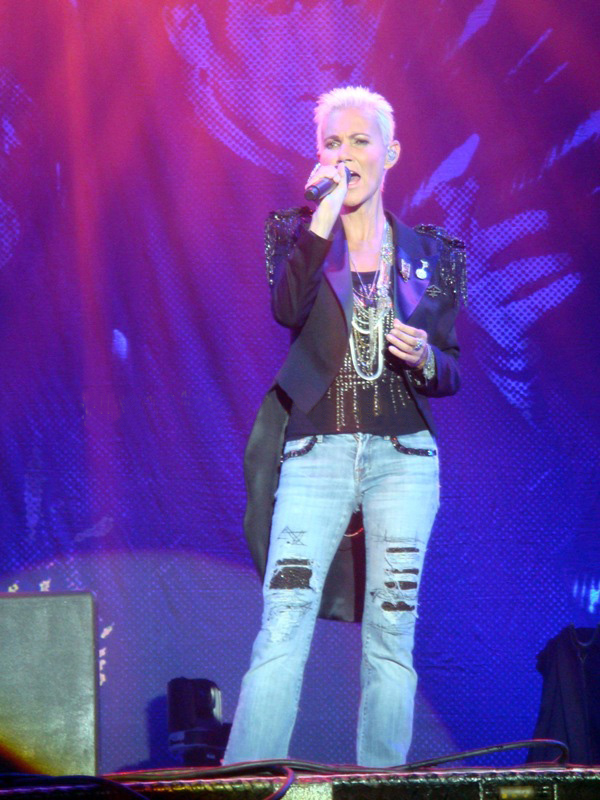
Live i Halmstad 2010.

Marie Fredriksson, född Gun-Marie Fredriksson (senare Gun-Marie Bolyos) den 30 maj 1958 i Össjö församling i Kristianstads län, död 9 december 2019 i Danderyds distrikt i Stockholms län, var en svensk sångerska och låtskrivare. Tillsammans med Per Gessle bildade hon popduon Roxette som sålde drygt 100 miljoner skivor världen över.

## Bakgrund
Fredriksson var det yngsta av fem barn till lantbrevbäraren Gösta Fredriksson (1914–1981) och fabriksarbeterskan Inez, född Hoffert (1922–1998). Hon växte delvis upp i Östra Ljungby i Skåne och flyttade senare till Halmstad. Familjens äldsta dotter, Anna-Lisa (1945–1965) omkom i en bilolycka på väg för att köpa sin förlovningsklänning. Fredriksson avslutade sin gymnasieutbildning i förtid och gick mellan 1975 och 1977 musiklinjen vid Fridhems folkhögskola i Svalöv.

## Karriär

### De tidiga åren
Efter flytten till Halmstad var Fredriksson i de sena tonåren med och bildade bandet Strul. Det var även vid denna tid hon träffade Per Gessle, vars band hon delade replokal med. Första gången de två samarbetade var när hon var med och sjöng, vintern 1981, på Gyllene Tiders singel Ingenting av vad du behöver.
Fredriksson sjöng sedan i duon MaMas Barn, som hon bildade tillsammans med den dåvarande pojkvännen Martin Sternhufvud. På inspelningarna medverkade även Anders Herrlin och Micke Syd Andersson. Tillsammans gav de 1982 ut studioalbumet Barn som Barn på skivbolaget Metronome. Samma år sjöng hon med Lasse Lindbom Band i singeln Så nära nu. Fredriksson sjöng också på Per Gessles första soloalbum som släpptes 1983, och sjöng även på Gyllene Tiders engelska album The Heartland Café, och följde med på deras turné våren 1984.

### Solokarriär
I början av 1980-talet slog hon igenom som soloartist med vispop och rock. Sommaren 1983 erbjöds hon ett skivkontrakt av EMI Svenska AB. Hon tackade inledningsvis nej, med hänvisning till att hon saknade självförtroendet, men ändrade sig. 
Hennes första stora hitsingel var Ännu doftar kärlek från debutalbumet Het vind som släpptes i september 1984; och nådde Topp 20 på den svenska topplistan. På albumet hade hon hjälp av låtskrivare som Ulf Lundell i titelspåret, och Per Gessle i Tag Detta Hjärta. Fredriksson medverkade 1985 på Gessles andra soloalbum Scener på några låtar, bl.a duetten Inte tillsammans, inte isär.
På Fredrikssons andra soloalbum Den sjunde vågen, som släpptes i februari 1986, och sålde i 90 000 exemplar, sjöng hon Ulf Lundells låt För dom som älskar, och Niklas Strömstedt var med och skrev singeln Den bästa dagen samt En känsla av regn. Lasse Lindbom blev tidigt en betydelsefull person, som producent, musiker och låtskrivare. Lindbom och Fredriksson blev även ett par. Med åren tog dock Marie Fredriksson själv över större ansvar för sin produktion, i allt från texter till tonsättning, arrangemang och produktion. Marie Fredriksson turnerade frekvent i Sverige och vann sin första Rockbjörn 1986 för årets svenska kvinnliga artist. 
Det tredje soloalbumet Efter Stormen som släpptes i oktober 1987 blev det sista med Lindbom som producent. Ett album som vann Rockbjörnen för årets svenska album, och hon fick samtidigt Rockbjörnen för årets svenska kvinnliga artist.
År 1988 medverkade Fredriksson på Cornelis Vreeswijks hyllningsalbum Den Flygande Holländaren där hon sjöng Ann Katrin, Farväl, Felicia Adjö och Veronica, samt tillsammans med Eldkvarn på Somliga går med trasiga skor. För sina insatser på albumet vann hon en Grammis.
Sommaren 1989 medverkade Fredriksson i Eldkvarns Cirkus Broadway, och samma år släppte hon också titellåten till TV-serien Sparvöga, som blev en singelhit. Samma år vann hon Rockbjörnen som årets svenska kvinnliga artist för fjärde året i rad, innan hon året därpå medverkade på hyllningsalbumet till Evert Taube där hon sjöng Så Skimrande Var Aldrig Havet.
I oktober 1992 gav hon ut sitt fjärde soloalbum Den Ständiga Resan, som producerades tillsammans med Anders Herrlin. Albumet visade en mognare och mer allvarlig och sökande sida hos Fredriksson. Albumet blev hennes största framgång hos såväl publiken som kritikerna, med mer än 185 000 exemplar sålda, och en Grammis för årets artist 1993.
Hennes sångtexter präglades under 1980-talet av starka naturlyriska inslag om kärlek, men under 1990-talet utvecklades även en "andlig" dimension, som i hitsingeln Tro från 1996, som låg både på Svensktoppen och på Trackslistan. Under 1990-talet började de rent rockiga dragen i musiken avta något, till förmån för balladlåtarna. Sångtekniken utmärktes av hennes rötter i popen, visan och rocken. Hennes femte soloalbum I en tid som vår, som släpptes i oktober 1996, var det första som producerades tillsammans med hennes make Mikael Bolyos. År 2000 släpptes samlingsalbumet Äntligen, och sålde trippel-platina och var det näst bäst säljande albumet i Sverige det året. Skivsläppet följdes av en sommarturné i Sverige, där Fredriksson framträdde inför fler än 110 000 åskådare.
Den 11 september 2002 fick hon veta att hon led av en hjärntumör.
Marie Fredrikssons första offentliga framträdande efter cancerdiagnosen skedde i januari 2003, då hon mottog medaljen Litteris et Artibus från kung Carl XVI Gustaf.
I oktober 2004 släpptes hennes första soloalbum med engelska texter, The Change, som även var det första albumet efter hennes svåra år efter hennes insjuknade. Sångtexterna förmedlade skräck och mörker, men också en tacksamhet över att leva.
Som en följd av att cancerbehandlingen gjort henne oförmögen att läsa och skriva återupptäckte Marie Fredriksson sin kärlek till bildkonsten. Hennes teckningar visades på två utställningar: After the Change i oktober 2005 på Galleri doktor Glas i Stockholm, och senare även Ett Bord i solen i Stockholm och Göteborg tre år senare.
Den 5 december 2005 sjöng Fredriksson inför publik för första gången sedan hon blev sjuk, tillsammans med Mats Ronander på Café Opera och välgörenhetsgalan "Kick Aids Out", och hon framförde Aretha Franklins I never loved a man like I loved you.
Den 14 juni 2006 släpptes albumet Min Bäste Vän, som var en samling med covers, och bestod av Marie Fredrikssons egna tolkningar av den musik som hon växte upp med under slutet av 1960- och det tidiga 1970-talet. Bland annat "Sommaräng" (av John Holm), "Här kommer natten" (av Pugh Rogefeld) eller "Vem kan man lita på?" (av Hoola Bandoola Band).  Året därpå inför julhandeln släpptes balladsamlingen Tid för tystnad.
I augusti 2008 släpptes Där du andas, som skrevs av Anders Glenmark och Niklas Strömstedt, till filmen Arn – Riket vid vägens slut. Vintern 2008 sjöng Fredriksson inför publik igen, i konsertserien Stjärnklart, med Anders Berglund. 
Efter några års uppehåll släppte Fredriksson den 27 november 2013 soloalbumet Nu!. Albumet var återigen på svenska, och skrivet av henne själv och maken Mikael Bolyos, och producerat av Bolyos tillsammans med Christoffer Lundquist. Den 19 februari 2014 var det premiär på Marie Fredrikssons första Sverigeturné sedan 2000 på Helsingborgs konserthus. Det blev hennes sista turné med hennes egna svenska låtar.
I samband med att hon fyllde 60 år 2018 släppte hon jazzsingeln Sing Me a Song. Inför hennes 65-års dag, 30 maj 2023, och som en hyllning, släpptes det en outgiven inspelning från 2003 på Ike & Tina Turners Crazy 'Bout You Baby postumt.

### Roxette
1986 bildade hon den svenska popduon Roxette tillsammans med Per Gessle. Med första albumet, Pearls of Passion, hade duon tänkt nå ut internationellt, vilket de dock misslyckades med den gången. I Sverige blev albumet emellertid en framgång. Uppföljaren Look Sharp! från 1988, med låtar som "Listen to Your Heart" och "The Look", gav dem deras stora internationella genombrott, och båda singlarna blev etta på den amerikanska Billboard Hot 100. Sången "It Must Have Been Love" gavs ut på singel två gånger i två versioner, den ena som en julsång 1987, och den andra 1990, varav den andra versionen blev Roxettes tredje etta på den amerikanska Billboard-listan, då den ingick i soundtracket till filmen Pretty Woman. Roxette fick året därpå sin fjärde och sista etta på den amerikanska Billboard-listan med singeln Joyride, och turnerade med Join the Joyride World Tour, förutom i Europa och Nordamerika även i Australien och Latinamerika där duon fick en stor publik.
Marie Fredrikssons bidrag till Roxette var oftast som sångerska, medan musiken och texten skrevs av Per Gessle och producerades av Clarence Öfwerman. Marie Fredriksson medverkade dock i författandet av några sånger åt Roxette; som Voices, Cry, Watercolours in the Rain, Hotblooded, Go to Sleep, Waiting for the Rain och Little Girl.

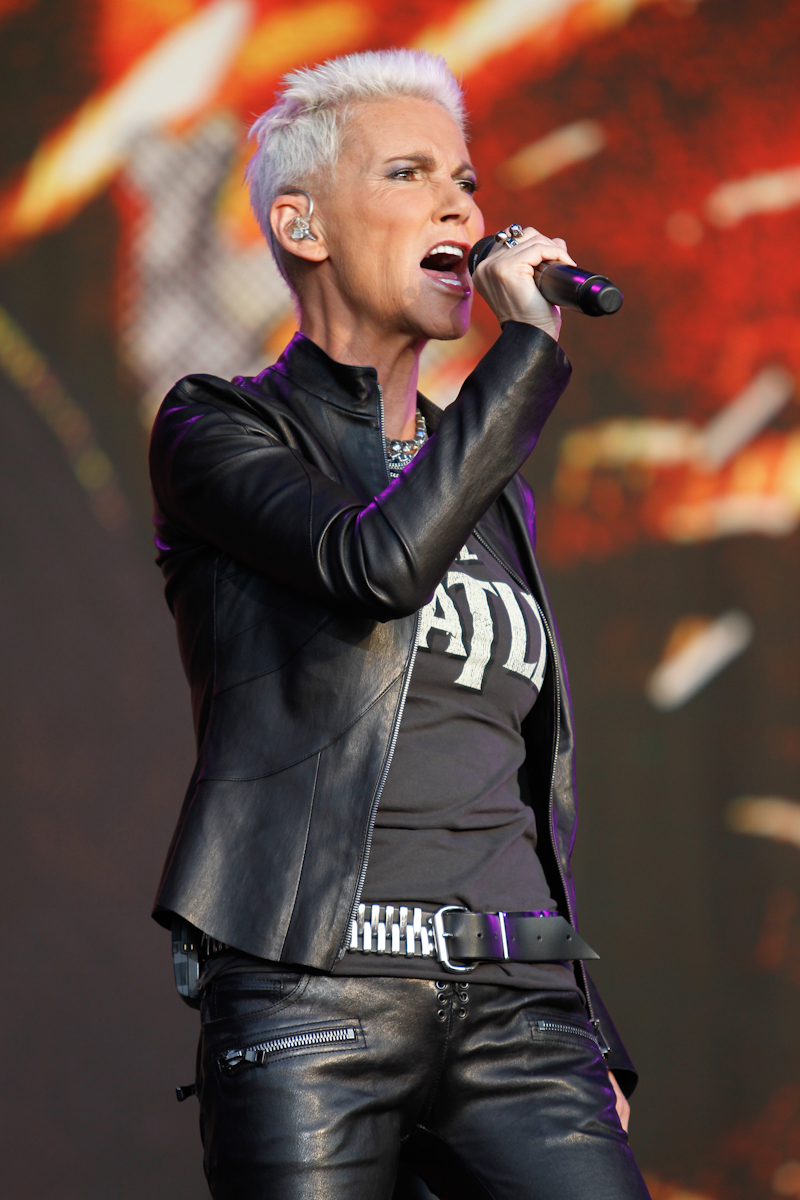
Marie Fredriksson vid en konsert i Weert i Nederländerna den 9 juli 2011.

Efter den långa framgångsrika världsturnén Crash! Boom! Bang! World Tour, där de för första gången besökte både Sydafrika och Kina, tog medlemmarna en längre paus från varandra. När de 1998 började spela in nästa album "Have a Nice Day" hade duons familjeförhållanden förändrats då båda hade småbarn. Fredriksson började att känna sig mer utanför och mindre delaktig vid inspelningarna,  och kom inte alls överens med den nya producenten Michael Ilbert. Roxette valde att inte turnera på albumet och istället spela in nästa album "Room Service", där hon till och med lät taxin vänta utanför studion medan hon la sången på låten "Milk and toast and honey", eftersom hon ville närvara så lite som möjligt. Fredriksson beskrev i boken "Kärleken till livet" hur hon under den här perioden var trött på alltihop och hade inte lust till något som hade med Roxette att göra. Enligt Gessle i boken "Att vara Per Gessle" älskade hon fortfarande konserterna, och genomförde Europaturnén Room Service Tour. Roxette skulle sedan medverka på Night of the Proms oktober till december 2002, men fick ställa in på grund av Fredrikssons sjukdom.
Hon stod åter på scen 2008, och den 18 juni 2010 gjorde Marie Fredriksson ett framträdande tillsammans med Per Gessle då de framförde låten "The Look" på hyllningskonserten till kronprinsessan Victorias och prins Daniels ära kvällen före det kungliga bröllopet samt genomförde en spelning på den privata bröllopsfesten den 19 juni 2010. Hon framförde även "Ännu doftar kärlek" på prinsessan Madeleines och Christopher O'Neills bröllop den 8 juni 2013. Maken Mikael Bolyos spelade piano. 
Mellan 2009–2016 gjorde Fredriksson flera turnévarv jorden runt, innan läkare 2016 avrådde henne från vidare scenframträdanden. Hennes sista framträdande på scen blev med Roxette i Kapstaden den 8 februari 2016.

## Privatliv
Marie Fredriksson gifte sig första gången 1983 med Gert Claesson (född 1957), trummis i Lädernunnan, och skiljde sig samma år. Hon hette då Fredriksson Claesson i några år. I mitten av 1980-talet var hon sambo med musikern Lasse Lindbom (född 1949). Hon gifte sig 1994 med musikern Mikael Bolyos (född 1957), med vilken hon fick barnen Josefin (född 1993) och Oscar (född 1996). Hon var bosatt i en villa i Djursholm.
I september 2002 fick Fredriksson diagnosen hjärntumör, vilket ledde till en lång och besvärlig behandling. Hon blev senare friskförklarad, men med fortsatta hälsoproblem till följd av biverkningar av behandlingen. Hon avled 2019. En konsert till hennes minne hölls på Stora Teatern i Göteborg den 20 januari 2020 med bland andra Per Gessle, Eva Dahlgren och Agnes Carlsson; konserten sändes fem dagar senare på Sveriges Television.

## Solodiskografi

### Album

#### Studioalbum
- Het vind – 1984
- Den sjunde vågen – 1985
- Efter stormen – 1987
- Den ständiga resan – 1992
- I en tid som vår – 1996
- The Change – 2004
- Min bäste vän – 2006
- Nu! – 2013

#### Samlingsalbum
- Äntligen – 2000
- Tid för tystnad – 2007

### Singlar i urval
- Ännu doftar kärlek – 1984
- Het vind – 1984
- Den bästa dagen – 1985
- Silver i din hand – 1985
- Efter stormen – 1987
- Sparvöga – 1989
- Så länge det lyser mittemot – 1992
- Mellan sommar och höst – 1993
- Tro – 1996
- I en tid som vår – 1996
- Ber bara en gång – 1997
- Äntligen – 2000
- Det som var nu (med Patrik Isaksson) – 2000
- 2nd Chance – 2004
- All About You – 2004
- A Table in the Sun – 2004
- Sommaräng – 2006
- Ingen kommer undan politiken (Complainte pour Ste. Catherine) (promo) – 2006
- Ordet är farväl – 2007
- Där du andas – 2008
- "Where Your Love Lives" – 2008 (engelskspråkig version av "Där du andas")
- "Kom vila hos mig" – 2013
- "Sista sommarens vals" – 2013
- "Det är nu!" – 2013
- "Sing me a song" – 2018